# James King

James King, 1623

James King, från 1643 lord Eythin, född omkring 1589 i Warbester Hoy, död 9 juni 1652 i Stockholm, var en skotsk-svensk militär.
James King kom i svensk tjänst omkring 1615, deltog i krigen i Preussen och Tyskland och blev slutligen generallöjtnant. 1636 anförde King i slaget vid Wittstock den kringgående vänstra flygeln. 1638 förde han befälet över de svenska trupper, som sändes att understödja vinterkungens söner, men blev besegrad i slaget vid Vlotho. Från 1641 deltog King i det engelska inbördeskriget på kungens sida och var 1650 Montroses generallöjtnant. Tidvis vistades han dock i Sverige där han även avled.
Han var son till David King from Orkneyöarna, bror till David, John och Barbara King, samt gift med Diliana van der Borchens.